# 高円宮杯 JFA U-18サッカープリンスリーグ北海道
高円宮杯 JFA U-18サッカープリンスリーグ北海道（たかまどのみやはい ジェイエフエイ アンダーエイティーン - ほっかいどう）は、全国に9つある高円宮杯 JFA U-18サッカープリンスリーグの一つである。2010年までは「JFAプリンスリーグU-18北海道」、2017年までは「高円宮杯U-18サッカーリーグ プリンスリーグ北海道」と称していた。
本項では本リーグの下位のリーグである、高円宮杯 JFA U-18サッカーリーグ 北海道FAリーグならびに高円宮杯 JFA U-18サッカー北海道ブロックリーグについても説明する。

## 概要
「プリンスリーグ北海道」は北海道全体を対象とするリーグであり、その下位に「北海道FAリーグ」（北海道全体を対象とする、詳細は後述）および「ブロックリーグ」（北海道の地区別に実施、詳細は後述）が設けられている。それぞれの間で入れ替えが行われ、ブロックリーグについてはそれらの上位チーム間で対戦を行った結果の上位チームが北海道FAリーグ（2022年まではプリンスリーグ北海道、2023年はプリンスリーグ北海道もしくは北海道FAリーグ）に昇格する。
2011年より2回戦総当りとなったものの、2016年まではホーム・アンド・アウェー方式を採用せず、北海道内各地を巡回して実施していた。2017年より一部集約開催があるほかはホーム・アンド・アウェーとなった。

### プレミアリーグへの参入状況
2011年に上位リーグとなるプレミアリーグが創設。創設に際しては北海道には参入枠1が与えられ、2010年のプリンスリーグ北海道優勝チームであるコンサドーレ札幌U-18が参入した。
プレミアリーグ創設後のプリンスリーグ北海道初年である2011年は旭川実業高校が優勝し、プレミアリーグ参入戦でも2連勝してプレミアリーグ昇格となった。しかし同チームは2012年のプレミアリーグではリーグ全試合（18試合）で勝ち点1にとどまり降格となった。また2011年からプレミアリーグに参加していたコンサドーレ札幌U-18も2015年に9位に終わり降格、2016年よりプリンスリーグ北海道に参加している。
旭川実業高校が昇格した翌年の2012年から2021年までの間、プリンスリーグ北海道の成績によりプレミアリーグプレーオフに出場しプレミアリーグへ昇格したチームはなかったが、2022年に旭川実業高校がプレミアリーグプレーオフを勝ち抜いてプレミアリーグへ再昇格した。しかしその旭川実業高校も2023年は1年でプリンスリーグ北海道へ降格となった。

### 北海道FAリーグ
高円宮杯 JFA U-18サッカーリーグ 北海道FAリーグは、プリンスリーグ北海道の下部にあたるリーグで、2024年より新設された（2023年の開催要項で、翌年より新設することが明示されていた）。
北海道サッカー協会の資料においては「プリンス2部」と呼称されている場合もあるものの、日本サッカー協会の定めるプリンスリーグの枠組みには含められていない。

### ブロックリーグ
高円宮杯 JFA U-18サッカー北海道ブロックリーグは、北海道FAリーグの下部（2023年まではプリンスリーグ北海道の下部）にあたるリーグで、北海道の地区別に行われる。名称は以下の通りとなる。
- 2018年より：「高円宮杯 JFA U-18サッカー北海道ブロックリーグ[ブロック名]」
- 2017年まで：「高円宮杯U-18サッカーリーグ北海道 [ブロック名]ブロックリーグ」
- 2010年まで：「JFAプリンスリーグU-18北海道 [ブロック名]ブロックリーグ」

2018年現在の地域分けは以下の通りである。
- 道南ブロック - 苫小牧・室蘭・函館地区[13]
- 道央ブロック - 小樽・千歳・空知・北空知地区[14]
- 札幌ブロック - 札幌地区[15]
- 道北ブロック - 旭川・道北・宗谷地区[16]
- 道東ブロック - 網走・十勝・釧路・根室地区[17]

なおブロックリーグは北海道の社会人サッカーのリーグ戦にも存在するものの、以下の点で異なる。
- 北空知地区のチームは、高円宮杯 JFA U-18サッカーリーグについては道央ブロックリーグに参加する一方、社会人チームについては道北ブロックリーグに参加する（2018年まで。2019年は道央・道北ブロックリーグとして統合）。
- 高円宮杯 JFA U-18サッカーリーグのブロックリーグにおいては、ブロック内で1部リーグ・2部リーグなどの区分を行っている（上記、各ブロックリーグについての出典を参照）一方、社会人サッカーではブロックリーグは1部のみである（ブロックリーグの下部には地区リーグを設けている）。

## 参加チーム（2025年）
2023年ポストシーズンの参入戦結果：高円宮杯JFAU-18サッカープリンスリーグ2023北海道プレーオフ
| チーム名                   | ブロック | 地区 | 昨年順位    | 備考                               |
| -------------------------- | -------- | ---- | ----------- | ---------------------------------- |
| 北海道コンサドーレ札幌U-18 | 札幌     | 札幌 | 1位         | 残留(プレミアリーグプレーオフ敗退) |
| 札幌大谷高等学校           | 札幌     | 札幌 | 2位         |                                    |
| 札幌創成高等学校           | 札幌     | 札幌 | 3位         |                                    |
| 北海高等学校               | 札幌     | 札幌 | 4位         |                                    |
| 北海道大谷室蘭高等学校     | 道南     | 室蘭 | 5位         |                                    |
| 旭川実業高等学校           | 道北     | 旭川 | 6位         |                                    |
| 札幌光星高等学校           | 札幌     | 札幌 | FAリーグ1位 |                                    |
| 札幌第一高等学校           | 札幌     | 札幌 | FAリーグ2位 |                                    |

| チーム名                   | ブロック | 地区   | 昨年順位          | 備考                                  |
| -------------------------- | -------- | ------ | ----------------- | ------------------------------------- |
| 駒澤大学附属苫小牧高等学校 | 道南     | 苫小牧 | プリンス北海道7位 | 自動降格                              |
| 北照高等学校               | 道央     | 小樽   | プリンス北海道8位 | 自動降格                              |
| 帯広北高等学校             | 道東     | 十勝   | 3位               |                                       |
| 旭川実業高等学校2nd        | 道北     | 旭川   | 4位               |                                       |
| VITA U18                   | 道北     | 旭川   | 5位               |                                       |
| 旭川志峯高等学校           | 道北     | 旭川   | 6位               |                                       |
| 札幌大谷高等学校2nd        | 札幌     | 札幌   | 札幌ブロック1位   | 参入(北海道FAプレーオフAブロック優勝) |
| 北海道大谷室蘭高等学校2nd  | 道南     | 室蘭   | 道南ブロック1位   | 参入(北海道FAプレーオフBブロック優勝) |

## 大会方式
2003年
8チームによる1回総当たり。3チームが自動降格し、ブロックリーグから3チームが昇格する。
2004年
8チームによる1回総当たり。ブロックリーグから2チームが昇格し、ブロックリーグ決勝大会3位チームはプリンスリーグ北海道の最下位チームと入れ替え戦を行う。
2005年 - 2008年
10チームによる1回総当たり。9位・10位チームは自動降格。8位チームはブロックリーグ決勝大会3位のチームと入替戦を行う。
2009年
10チームによる1回総当たり。9位・10位チームは自動降格。7位・8位チームならびにブロックリーグの6チーム（札幌ブロックから2チーム、他の各ブロックから1チームずつ）の計8チームでブロックリーグ決勝大会を行い、2チームがプリンスリーグ北海道に残留ないし昇格する。
2010年
8チームによる1回総当たり。1位チームは翌年より新設されるプレミアリーグに昇格。7位・8位チームならびにブロックリーグの6チーム（札幌ブロックから2チーム、他の各ブロックから1チームずつ）の計8チームでブロックリーグ決勝大会を行い、3チームがプリンスリーグ北海道に残留ないし昇格する。
2011年 - 2018年
8チームによる2回総当たり。下位チームが自動降格する。ブロックリーグの上位チーム（対象チーム数は年により異なる）がブロックリーグ決勝大会を行い上位チームが昇格する。昇降格数は、プリンスリーグ北海道とプレミアリーグとの昇降格数により異なる。（なお2011年については、プリンスリーグ北海道からプレミアリーグへの昇格が1チーム、プレミアリーグからプリンスリーグ北海道への降格がなかったため、ブロックリーグからプリンスリーグ北海道への昇格は2チーム、プリンスリーグ北海道からブロックリーグへの降格は1チームとなった。）
2019年 - 2022年
8チームによる2回総当たり。7位チームならびにブロックリーグの上位チーム7チーム（合計8チーム）によるプレーオフを行い、上位チームがプリンスリーグに残留もしくは昇格する（昇降格数は、プリンスリーグ北海道とプレミアリーグとの昇降格数により異なる）。
なお2020年はCOVID-19流行の影響により、開幕が9月となり、リーグ戦は1回総当たりに削減されるほか昇降格も実施しない予定。
2023年
翌年より北海道FAリーグ（プリンスリーグ2部）を創設するため、プリンスリーグ北海道の8位（最下位）チームは北海道FAリーグへ自動降格、7位チームがプリンスリーグ北海道プレーオフに進出する。プレーオフにはプリンスリーグ北海道の7位チームならびにブロックリーグからの11チーム（合計12チーム）が出場し、その結果によりプリンスリーグ北海道もしくは北海道FAリーグへの参入チームが決定される。
2024年
当年より北海道FAリーグを新設。プリンスリーグ北海道の下位2チームと北海道FAリーグの上位2チームは自動入れ替え、北海道FAリーグの下位2チームはブロックリーグへ自動降格することを原則とするが、プリンスリーグ北海道とプレミアリーグとの昇降格数により変動する。

## 上位チームへの特典
- リーグ優勝チーム（年によっては準優勝チームも）はプレミアリーグ参入戦（他地域のプリンスリーグ上位チームと対戦しプレミアリーグ昇格を争う）への出場権を得る。
  - 2010年までは、リーグ優勝チーム（年によっては準優勝チームも）は高円宮杯全日本ユース(U-18)サッカー選手権大会への出場権を得るものとされた（プレミアリーグの新設に伴い、同大会は2010年で終了）。
- 2004年から[41] 2010年までは、優勝チームは翌年の知事杯全道サッカー選手権大会（兼 天皇杯全日本サッカー選手権大会北海道予選）の地区予選を免除されていた。2011年からは上位リーグとしてプレミアリーグが設置されたため、以後はプレミアリーグも含めた北海道の最上位チームが地区予選免除となっている[42][43]（2014年まで）。2015年より、知事杯全道サッカー選手権大会は第2種（U-18）チームは出場自体が不可能になっている。
  - 2011年・2012年はコンサドーレ札幌U-18（当年はプレミアリーグ所属）が予選免除となった。2013年も本来はコンサドーレ札幌U-18が予選免除となるところ日程の都合から辞退したため、繰り上げで旭川実業高校が予選免除となった[44]。
- 2007年から2008年には、リーグ上位2チームに翌年の北海道チャンピオンズスーパーリーグへの出場権が与えられていた。

## 結果
凡例
- ☆ ：高円宮杯全日本ユース選手権出場
- ↑ ：自動昇格
- ↑# ：プレーオフの結果昇格
- * ：プレーオフの結果昇格せず
- * ：プレーオフの結果降格せず
- ↓# ：プレーオフの結果降格
- ↓ ：自動降格
- × ：リーグ脱退

### 2003年-2010年
| 年   | 1位             | 2位      | 3位      | 4位        | 5位          | 6位         | 7位        | 8位         | 9位         | 10位        | 出典                 |
| ---- | --------------- | -------- | -------- | ---------- | ------------ | ----------- | ---------- | ----------- | ----------- | ----------- | -------------------- |
| 2003 | コンサドーレ☆   | 帯広北   | 室蘭大谷 | 札幌白石   | 札幌第一     | 札幌山の手↓ | 旭川東↓    | 千歳↓       | －          | －          | [ 18 ] [ 45 ] [ 46 ] |
| 2004 | コンサドーレ☆   | 北海     | 札幌第一 | 帯広北     | 旭川実       | 室蘭大谷    | 札幌白石   | 登別大谷*   | －          | －          | [ 20 ] [ 47 ]        |
| 2005 | コンサドーレ☆   | 帯広北   | 室蘭大谷 | 登別大谷   | 北海         | 旭川実      | 札幌山の手 | 札幌第一*   | 札幌白石↓   | 札幌日大高↓ | [ 22 ] [ 48 ]        |
| 2006 | 札幌第一☆       | 旭川実☆  | 室蘭大谷 | 札幌山の手 | コンサドーレ | 北海        | 帯広北     | 登別大谷#↓  | 札幌光星↓   | 駒大苫小牧↓ | [ 23 ] [ 49 ]        |
| 2007 | コンサドーレ☆   | 室蘭大谷 | 帯広北   | 北海       | 札幌第一     | 旭川実      | 北星大附   | 札幌山の手* | 函館大有斗↓ | 帯広大谷↓   | [ 24 ] [ 50 ]        |
| 2008 | コンサドーレ☆   | 北海     | 旭川実   | 帯広北     | 室蘭大谷     | 札幌第一    | 札幌新陽   | 登別大谷*   | 北星大附↓   | 札幌山の手↓ | [ 25 ] [ 51 ] [ 52 ] |
| 2009 | コンサドーレ☆   | 札幌第一 | 北海     | 室蘭大谷   | 旭川実       | 札幌新陽    | 帯広北*    | 札幌光星↓#  | 登別大谷↓   | 札幌白石↓   | [ 53 ] [ 54 ]        |
| 2010 | コンサドーレ↑ ☆ | 室蘭大谷 | 旭川実   | 北海       | 札幌第一     | 帯広北      | 札幌創成*  | 札幌新陽↓#  | －          | －          | [ 55 ] [ 56 ]        |

### 2011年-2023年
| 年   | プレミアリーグ イースト             | プリンスリーグ北海道 | プリンスリーグ北海道 | プリンスリーグ北海道 | プリンスリーグ北海道 | プリンスリーグ北海道 | プリンスリーグ北海道 | プリンスリーグ北海道 | プリンスリーグ北海道 | 出典            |
| 年   | プレミアリーグ イースト             | 1位                  | 2位                  | 3位                  | 4位                  | 5位                  | 6位                  | 7位                  | 8位                  | 出典            |
| ---- | ----------------------------------- | -------------------- | -------------------- | -------------------- | -------------------- | -------------------- | -------------------- | -------------------- | -------------------- | --------------- |
| 2011 | コンサドーレ（1位）                 | 旭川実↑#             | 帯広北               | 北海                 | 札幌第一             | 札幌創成             | 室蘭大谷             | 札幌光星             | 北星大附↓            | [ 57 ]          |
| 2012 | コンサドーレ（2位） 旭川実（10位）↓ | 大谷室蘭*            | 帯広北               | 札幌第一             | 札幌創成             | 北海                 | 登別大谷×            | 札幌新陽↓            | 札幌光星↓            | [ 58 ]          |
| 2013 | コンサドーレ（5位）                 | 帯広北*              | 大谷室蘭             | 旭川実               | 札幌第一             | 札幌大谷             | 北海                 | 札幌創成↓            | 札幌日大高↓          | [ 59 ]          |
| 2014 | コンサドーレ（8位）                 | 大谷室蘭*            | 旭川実               | 札幌第一             | 札幌大谷             | 帯広北               | 駒大苫小牧           | 北海↓                | 東海大四↓            | [ 60 ]          |
| 2015 | コンサドーレ（9位）↓                | 旭川実*              | 札幌第一             | 札幌大谷             | 帯広北               | 駒大苫小牧           | 大谷室蘭             | 旭川凌雲↓            | 北星大附↓            | [ 61 ]          |
| 2016 | －                                  | コンサドーレ*        | 北海                 | 旭川実               | 札幌大谷             | 帯広北               | 大谷室蘭             | 札幌第一↓            | 駒大苫小牧↓          | [ 62 ]          |
| 2017 | －                                  | コンサドーレ*        | 旭川実               | 札幌大谷             | 大谷室蘭             | 東海大札幌           | 帯広北               | 北海↓                | 札幌日大高↓          | [ 63 ]          |
| 2018 | －                                  | 旭川実*              | コンサドーレ         | 札幌大谷             | 駒大苫小牧           | 札幌創成             | 帯広北               | 東海大札幌↓          | 大谷室蘭↓            | [ 64 ]          |
| 2019 | －                                  | コンサドーレ*        | 旭川実*              | 札幌第一             | 駒大苫小牧           | 札幌大谷             | 札幌創成             | 帯広北↓#             | 白樺学園↓            | [ 65 ] [ 66 ]   |
| 2020 | －                                  | 旭川実               | コンサドーレ         | 大谷室蘭             | 札幌第一             | 東海大札幌           | 札幌大谷             | 札幌創成             | 駒大苫小牧           | [ 67 ] [ 注 2 ] |
| 2021 | －                                  | コンサドーレ*        | 旭川実*              | 大谷室蘭             | 札幌大谷             | 札幌創成             | 札幌第一             | 東海大札幌↓#         | 駒大苫小牧↓          | [ 69 ] [ 70 ]   |
| 2022 | －                                  | 旭川実↑#             | 札幌大谷*            | コンサドーレ         | 札幌創成             | 大谷室蘭             | 北海                 | 札幌光星↓#           | 札幌第一↓            | [ 71 ] [ 72 ]   |
| 2023 | 旭川実（12位）↓                     | 北海*                | コンサドーレ*        | 札幌大谷             | 駒大苫小牧           | 大谷室蘭             | 札幌創成             | 旭川実2nd↓           | 帯広北↓              | [ 73 ]          |

### 2024年-
当年より北海道FAリーグ（プリンスリーグ北海道2部）を創設。

#### プリンスリーグ北海道
| 年   | プレミアリーグ イースト | プリンスリーグ北海道 | プリンスリーグ北海道 | プリンスリーグ北海道 | プリンスリーグ北海道 | プリンスリーグ北海道 | プリンスリーグ北海道 | プリンスリーグ北海道 | プリンスリーグ北海道 | 出典   |
| 年   | プレミアリーグ イースト | 1位                  | 2位                  | 3位                  | 4位                  | 5位                  | 6位                  | 7位                  | 8位                  | 出典   |
| ---- | ----------------------- | -------------------- | -------------------- | -------------------- | -------------------- | -------------------- | -------------------- | -------------------- | -------------------- | ------ |
| 2024 | ―                       | コンサドーレ*        | 札幌大谷             | 札幌創成             | 北海高校             | 大谷室蘭             | 旭川実               | 駒大苫小牧↓          | 北照↓                | [ 74 ] |

#### 北海道FAリーグ
| 年   | 1位       | 2位       | 3位    | 4位       | 5位     | 6位      | 7位       | 8位       | 出典   |
| ---- | --------- | --------- | ------ | --------- | ------- | -------- | --------- | --------- | ------ |
| 2024 | 札幌光星↑ | 札幌第一↑ | 帯広北 | 旭川実2nd | VITA FC | 旭川志峯 | 函館大谷↓ | 帯広緑陽↓ | [ 75 ] |